# ويليام برستون
ويليام بريستون (بالإنجليزية: William Preston)‏ هو ممثل أمريكي، ولد في 26 أغسطس 1921، وتوفي في 10 يوليو 1998.

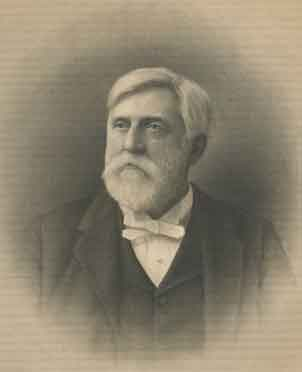

لم يبدأ مسيرته التمثيلية حتى بلغ من العمر 47 عامًا ، لكنه ظهر لاحقًا في أكثر من ستين مسرحية لشكسبير. حصل على درجة الماجستير في الأدب الإنجليزي من ولاية بنسلفانيا. اشتهر بدوره كشخصية متكررة كارل «أولدي» أولسن في وقت متأخر من الليل مع كونان أوبراين. من بين العديد من أدواره السينمائية ، لعب جون ، بوم ، من فيلم The Fisher King (1991) ، حداد في Far and Away (1992) ، وعازف دورق في Family Business (1989). ظهر لاحقًا في Waterworld (1995) و Reckless (1995) و Blue in the Face (1995) و The Crucible (1996).

## وصلات خارجية
ويليام برستون على موقع IMDb (الإنجليزية)
ويليام برستون على موقع قاعدة بيانات برودواي على الشبكة (الإنجليزية)